# Людгардовка
Людгардовка (бел. Людгардаўка) — деревня в Щедринском сельсовете Жлобинского района Гомельской области Белоруссии.

## География
В 31 км на запад от Жлобина, 15 км от железнодорожной станции Красный Берег (на линии Бобруйск — Жлобин), 127 км от Гомеля.
На юге и востоке сеть мелиоративных каналов, на севере гидрологический заказник «Дубовка».

## История
По письменным источникам известна с XIX века как деревня в Степовской волости Бобруйского уезда Минской губернии. С 1921 года действовала школа. В 1930 году жители вступили в колхоз. Во время Великой Отечественной войны оккупанты сожгли 7 дворов. 13 жителей погибли на фронте. Согласно переписи 1959 года в составе колхоза «Красная Звезда» (центр — деревня Китин).

## Население

### Численность
- 2004 год — 21 хозяйство, 42 жителя.
- 2009 год — 22 жителя.

### Динамика
- 1897 год — 24 двора, 177 жителей (согласно переписи).
- 1940 год — 49 дворов, 238 жителей.
- 1959 год — 235 жителей (согласно переписи).
- 2004 год — 21 хозяйство, 42 жителя.
- 2009 год — 22 жителя.

## Транспортная сеть
Транспортные связи по просёлочной, а затем автомобильной дороге Бобруйск — Гомель. Планировка состоит из чуть изогнутой улицы, ориентированной с юго-востока на северо-запад и застроенной неплотно деревянными усадьбами.